# قيادة تحولية
القيادة التحولية (بالإنجليزية: Transformational leadership)‏ هي مفهوم حول القيادة تشرح الأليات المتبعة لتحقيق تغييرات مخططة مرغوبة من خلال مشاركة القادة والمرؤوسين في تحقيق أهداف عالية المستوى وإيجاد الطرق للنجاح. وتعتمد على عدد مختلف من الأليات التي ترفع الروح المعنوية للمرؤؤسين كما وبتعزيز دوافعهم الذاتية وذلك بربط هوية المرؤوسين بالأهداف المرجو تحقيقها.
وقائد التحول هو الذي يمتلك القدرة على تعزيز وبناء رؤية مشتركة ويلهم للمرؤوسين لتطوير أساليب جديدة لحل المشكلات ويسعى باستمرار لتطوير مهارات المرؤوسين. ومن أهم مهاراته جعل المرؤوسين يهتمون بالمشروع بدافع ذاتي. بالإضافة لذلك، يملك مهارة تحديد نقاط قوة وضعف مرؤوسيه وبالتالي يعين المهام للشخص المناسب بحسب قدراته لزيادة نجاحه في عمله.

## تطور المفهوم

### في العلوم السياسية
تمت صياغة مصطلح القيادة التحويلية لأول مرة من قبل داونتون (Downton) في عام 1973، ولكن ظهوره كمدخل مهم في القيادة كان من طرف عالم الاجتماع السياسي جيمس بيرنز (J.M.Burns)، في كتابه القيادة عام 1978.
ظهر مصطلح القيادة التحولية في مجال العلو السياسية عام 1978 م على يد جورج بورنز في كتابه «القيادة» إثر أبحاثه الأكاديمية حول القيادة والقادة السياسيين. وذلك للتمييز بين أولئك القادة الذين يبنون علاقة ذات هدف وتحفيز مع مرؤوسيهم من أولئك القادة الذين يعتمدون بشكل أوسع على عملية تبادل المنفعة للحصول على النتائج. ولخص بارنز المفهوم بقوله أن القيادة التحولية هي عملية حيث «يقوم الرؤساء والمرؤوسين بمساعدة بعضهم البعض للارتقاء إلى مستويات أعلى في الأخلاق والاندفاع». ومن ملاحظاته أن الجميع يخلط بين الإدارة والقيادة وهما مختلفين من ناحية الخصائص والسلوك. وهو أسس لمفهومي «القيادة التحولية» و«القيادة التعاملية» والذي إعتبرهما مختلفين تماما ولا يمكن أن يلتقيا. بالنسة له، فإن نهج التحول يخلق تغيير جوهري في حياة الأشخاص والمؤسسات. إنها تعيد صياغة مفاهيمهم وقيمهم. والدور الرئيسي في تحقيق النجاح يلعبه خصائص ومهارات قائد العملية وخاصة قدرتهم على تحفيز التغيير وتبسيط الأهداف الصعبة برؤية بسيطة تنشط اندفاع المرؤسين. بينما التعاملية تعتمد مبداء الأخذ والعطاء. وبالعادة، يصبح القائد المثل الأخلاقي الذي يحتذي فيه التابعون للقيام بأعمال تحقق مصلحة الفريق أو المؤسسة أو المجتمع.

## التعريف
- تعريف بيرنز (Burns): القيادة التحويلية هي عملية تحدث عندما يقوم شخص أو أكثر بالالتحام مع آخرين بطريقة تمكن القادة والتابعين من رفع بعضهم الآخر لمستويات أعلى من الأخلاق والدوافع والسلوكيات (رغبات، وحاجات وطموحات، وقيم التابعين الأساسية).
- تعريف تيتشي وديفانا (Tichy & Devanna): القيادة التحويلية هي عمليـة إدراك الحاجة للتغيير وصنع رؤية جديدة من قبل القادة التحويليين داخل المنظمات، والعمل على تأسيس هذه الرؤية والتغيير لتثبت مع مرور الوقت.
- تعريف بينس ونانِس (Bennis & Nanus): القيادة التحويلية تعمل على تحويل التابعين إلى قادة متحكمين بقدراتهم، وإلى قادة للتغيير.
- تعريف تروفينو (Trofino): القيادة التحويلية هي " القيادة التي تضع رؤية واضحة لمنظماتها، وتعمل على إيجاد أنظمة منظمية جديدة كلياً تتوافق مع متطلبات المستقبل.
- تعريف تريسي (Tracey): القيادة التحويلية هي العملية التي تدفع الأتباع وتنشطهم عن طريق تعزيز المثل العليا والقيم الأخلاقية.
- تعريف جان كريجر (Jan Krieger): القيادة التحويلية تعمل على تحفيز التابعين بشكل أكبر من التوقعات عن طريق رفع الوعي بأهمية وقيمة أهداف محددة ومثالية، والسمو بالاهتمامات الشخصية لدى التابعين لتحقيق ازدهار ومصلحة المنظمة، ومخاطبة الاحتياجات العليا لديهم.

### في علم النفس
في عام 1985، طور برنارد باس النظرية بربطها بالعوامل النفسية المؤثرة في عوامل التغيير والتحويل الإنسانية، وبذلك نقلها من مجال العلوم السياسية إلى مجال علم النفس. واستعمل مصطلح «تحولية» (بالإنجليزية: Transformational)‏ وفرقها عن مصطلح «تحويلية» (بالإنجليزية: Transforming)‏ والتي لها معنى فرض التحول فرضا من قبل جهات علية، بينما التحولية فتعنى أن التحول حاصل باندفاع وقرارذاتي للتابعين بدلا من الفرض. وأضاف لمفهوم بارنز شروحات حول كيفية قياس القيادة التحولية ومدى تأثيرها على اندفاع وحماس وأداء المرؤسين. بالنسبة له، فإن قياس مدى قدرة القائد لنهج التحول تعتمد على مدى تأثيره على أتباعه من نواحي الثقة والإعجاب والولاء والاحترام له، وبالتالي مدى استعدادهم للتضحية والعمل بشكل أكثر من المتوقع لتحقيق الأهداف. ويحقق قائد التحول هذه النتائج عندما يوفر لأتباعه مهام ورؤى ملهمة متناغمة مع هويتهم وطموحاتهم بدلا من التركيز على المنفعة الذاتية والمادية. قائد التحول يحفز ويحول أتباعه من خلال تأثيره المثالي (أي الكاريزما)، ومن خلال التحفيز الفكري والتعامل معه كفرد. بالإضافة لذلك، يقوم القائد بتشجيع التابعين من أجل الوصول إلى حلول خلاقة لمواجهة التحديات ويغير بيئة العمل لتسهيل تحقيق الأهداف بنجاح. وبخلاف بارنز، اعتقد باص بإمكانية الجمع بين القيادة التحولية والقيادة التعاملية معا بقيادة واحدة.

## عوامل القيادة التحولية
وبشكل عام، هناك أربعة عناصر تعتمد لتحديد مدى تطبيق قائد ما، أو زعيم، للقيادة التحولية في أسلوب قيادته:
1. النظرة الفردية: مدى ومستوى اعتباره للفرد.قائد التحول يعتبر كل فرد شخص بحد ذاته وله خصوصيته بدلا من اعتباره كجزء من المجموعة. وبالتالي، يعمل كمرشد للفرد ويستمع لهمومه واحتياجاته ويقدم العطف والدعم ويبقي خطوط الإتصال مفتوحة كما يعرض المشاكل عليه بشكل انفتاحي. كما يخلق علاقة مبنية على الاحترام والاعتراف بإنجازات الفرد بعلانية. وبذلك، يصبح للتابعين إرادة في تطوير الذات واندفاع ذاتي للقيام بالمهام.
2. التنشيط الفكري: مدى ومستوى تحفيزه للتفكير الخلاق عند أتباعه. يقوم قائد التحول بتحفييز الفكر الخلاق عند الاتباع بتحدي الأمر الواقع الافتراضات وأخذ المخاطر وتلمس أفكارهم. كما يشجع وينمي الأشخاص الذين يفكرون باستقلالية. فهذا النوع من القادة يعتبرون أن التعلم قيمة أساسية وأن الحالات الغير متوقعة فرصة للتعلم. وبالتلي، فإن أتباعهم يطرحون الاسئلة ويفكرون بعمق في الطروحات ويبحثون على أفضل السبل لتنفيذ المهام.
3. التحفيز الملهم: مدى ومستوى تحفيزه لأتباعه بإلهام وإيجابية. فالقادة الملهمين يقدمون رؤية واضحة تلهم أتباعه لتحصيل الأهداف بنجاح وتركز على معايير عالية ويصف التطلعات المستقبلية بتفائل ويعطي معنى غني للأهداف، الدافع الحقيقي لتحفيز التابعين للعطاء وتقدم الجماعات. القائد بحاجة لمهارات إتصالية عالية ليستطيع تقديم رؤية مفهومة ودقيقة وقوية وجذابة ليصبح الأتباع مستعدين لاستثمار وقتهم وجهودهم لتحقيقها، وليثقوا بأن مستقبلهم مشرق وبقدرتهم على تحقيقه.
4. مثالية مؤثرة: مدى تأثير القائد بإعطاء نمذج مثالي. فقائد التحول يوفر نموذجا يحتذى به في السلوكيات الأخلاقية العالية ويكسب الاحترام والثقة.

## تأثيراته على المدراء
في عام 1994، قدم ياكي بعض النصح للمدراء لتطبيق قواعد التحولية في إدارتهم:
- إشراك الموظفين في وضع رؤية معقدة وصعبة، لكن مبسطة وجذابة وواضحة.
- ربط الرؤية بإستراتيجية لتحققيقها.
- تطوير وتحويل الرؤية إلى خطة تنفيذ بمهام وأفعال محددة.
- إظهار ثقة وتفائل وإصرار وحسم في تنفيذ الخطط.
- تحويل المخطط إلى خطوات مصغرة التي تؤدي إلى نجاحات مرحلية التي مجمعها يؤدي لتحقيق الأهداف.

## القيادة التحولية في العالم العربي
هناك العديد من الأمثلة للقيادة التحولية التي حدثت في عالمنا العربي. من أهمها قيادة النبي محمد صلى الله عليه وسلم التحولية التي حولت مجتمع الجزيرة العربية من مجتمع يؤمن بتعدد الألهة وعبادة الأصنام إلى مجتمع يؤمن بألله الأحد.
وفي عالمنا المعاصر، يمكن اعتبار شباب ثورة 25 يناير في مصر مثالا للقيادة التحولية الجماعية إذ كان لهم دورا مهما في تحويل مصر من دولة دستورية حزب واحد إلى دولة دستورية الشعب.